# GRSE Wanderers SC
Der Grande Rivière Sud-Est Wanderers Sporting Club, auch bekannt als GRSE Wanderers SC, ist ein mauritischer Fußballverein aus der Stadt Centre de Flacq. Aktuell spielt der Verein in der ersten Liga.

## Geschichte
Der Verein wurde 2002 gegründet. Der in der obersten mauritischen Liga spielende Verein konnte bisher einmal die Meisterschaft sowie einmal den Pokal gewinnen.

## Stadion
Seine Heimspiele trägt er in Centre de Flacq im 4000 Zuschauer fassenden Stade Auguste Vollaire aus.

## Erfolge
- Mauritischer Meister: 2022/23

- Mauritischer Pokalsieger: 2022/23

## Aktuelle und ehemalige Nationalspieler des Vereins
Yannick Aristide
Adrien François
Hans Patate
Stéphan Nabab
Loïc Michel